# 11 Westferry Circus

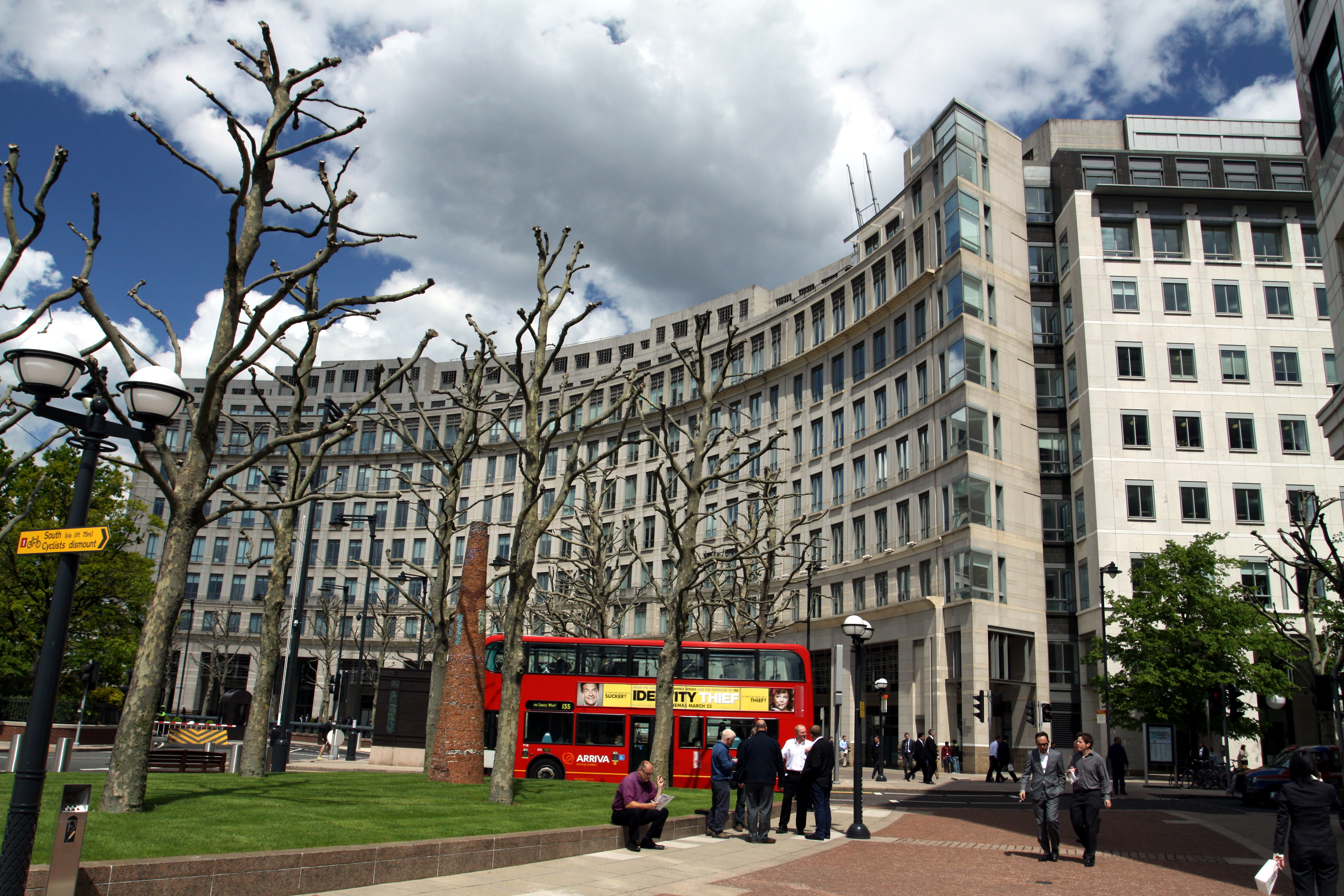
O 11 Westferry Circusa partir do Westferry Circus.

11 Westferry Circus é um edifício de escritórios em Canary Wharf, Londres. A revista Readers Digest adquiriu e ocupou o edifício até 1999, quando a companhia vendeu o espaço do prédio  a um novo proprietário. A construção foi projetada por um consórcio de empresas.